# Éric Allibert
Pour les articles homonymes, voir Alibert.
Éric Allibert (né le 11 juin 1976 à Vaison-la-Romaine) est un footballeur français évoluant au poste de gardien de but. Il mesure 1,87 m.

## Carrière
- 1994-1999 : Nîmes Olympique  France
- 1999-2002 : Lille OSC  France
- 2002-2004 : ASOA Valence  France
- 2004-2005 : Chamois niortais FC  France
- 2005-2006 : FC Rouen  France
- 2006-2007 : Sans club à partir du 23 novembre 2006. Retourne s'entraîner au Lille OSC.
- 2007-2010 : USL Dunkerque  France[1]

## Palmarès
- Champion de France de Ligue 2 en 2000 avec le Lille OSC

- Champion ligue 1 avec LOSC 2020/2021

- Champion ligue 2 avec Toulouse FC 2021/2022

- Coupe de France avec Toulouse FC 2022/2023

## Statistiques
- 3 matchs et 0 but en Ligue 1
- 100 matchs et 0 but en Ligue 2